# Санджак (област)
Вижте пояснителната страница за други значения на Санджак.
Санджак е историко-географска и етнографска област в Сърбия и Черна гора, административно е разделена между двете държави в 12 общини:
Сърбия:
- Нови Пазар
- Тутин
- Сиеница
- Приеполе
- Нова Варош
- Прибой

Черна гора:
- Плевля
- Биело Поле
- Беране
- Андриевица
- Плав
- Рожайе

Най-големият град в областта е Нови пазар- 54 604 души (2002), други по-големи градове са: Плевля- 21 377 души (2003) и Прибой- 19 600 души. В Сърбия, общините Нови Пазар и Тутин са част от Рашки окръг, а общините Сиеница, Приеполе, Нова Варош и Прибой са част от Златиборски окръг.

## Етнически групи
Около половината от населението на Санджак са бошняци и мюсюлмани, а другата половина сърби и черногорци. В Санджак живеят и малък брой албанци, цигани и други.

## История
През 1180 г. на територията на днешния Санджак е основана сръбската държава Велико княжество Сърбия, чието средище е бил град Рас, находящ се недалеч югозападно от днешния Нови Пазар.
Терминът санджак обозначава административно-териториална единица в рамките на Османската империя. На територията на днешната област е образуван Новопазарския санджак, откъдето областта добива съвременното си наименование.
След установяването на границите на съставните републики на СФРЮ (1945 г.) Санджак е разделен между Сърбия и Черна гора. Така областта губи териториалната си единност. Северната и южната част на Санджак започват да гравитират към собствените си републикански центрове в икономически, транспортен и в политически план.
След влошаването на отношенията между Сърбия и Черна гора, административната линия, разделяща ги дотогава, добива характеристиките на държавна граница.
След образуването на Херцеговина през 15 век, в обхвата ѝ са влезли територии от три днешни Санджашки общини – Плевля от Черна гора и Приеполе и Прибой от Сърбия (населени със сърби и черногорци), така че в някои случаи се среща отнасянето на части от Санджак към съседната Херцеговина.

## География
На изток Санджак обхваща Рашки окръг, а на запад южните дялове на планината Златибор в областта Стари Влах. На югозапад Санджак (Плевля) граничи с Херцеговина.
Санджашките общини Плав, Андриевица, Беране, Биело поле от Черна гора, и Приеполе и Прибой от Сърбия, влизат в Полимието.